# RCDE Stadium
El RCDE Stadium, conocido popularmente como Estadio Cornellà-El Prat o Corneprat, es un estadio de fútbol propiedad del Real Club Deportivo Espanyol y ubicado en el área metropolitana de Barcelona, entre los municipios de Cornellá y El Prat de Llobregat. Fue inaugurado el 2 de agosto de 2009. Su primer partido oficial fue contra el Real Madrid el 12 de septiembre de 2009 con un resultado de 0-3. El primer goleador fue el madridista Esteban Granero. 
Tiene un aforo para 37 776 espectadores y con la posibilidad de una ampliación futura, la UEFA le otorgó la máxima distinción que concede a un estadio, la categoría élite. El diseño, posee una gradería dividida en dos niveles, formando dos anillos completamente cubiertos.

## Historia
En 2002 el club adquirió los terrenos donde se ubica el estadio —una parcela de 182 000 m² (18,2 ha), de los que 36 000 m² corresponden a uso deportivo— por 360 000 euros y el 1,9 % del capital social del club (150 000 euros), situados en su mayor parte en el término municipal de El Prat. El 9 de mayo de 2003, se colocó la primera piedra del estadio, sin embargo, el inicio de las obras no se produjo hasta el 30 de noviembre de 2005. Tras tres años y medio de obras, con un coste estimado de 100 millones de euros, el 5 de junio de 2009 tuvo lugar el simbólico acto de entrega de llaves al club.
La inauguración del estadio se produjo el 2 de agosto de 2009, previo al inicio de la temporada 2009-10. El partido inaugural lo disputaron el Espanyol y el Liverpool, con resultado de 3-0 favorable a los blanquiazules. Luis García marcó el primer gol y los otros dos tantos fueron obra del israelí Ben Sahar. En este partido Daniel Jarque jugó su primer partido como capitán, que a la postre también fue el último, ya que el futbolista fallecía días después en la concentración de su equipo en Italia. En su honor, desde abril de 2010 la puerta 21 del estadio pasó a denominarse oficialmente «puerta Dani Jarque». El 21 de enero de 2012 se inauguró en esa misma puerta una escultura en recuerdo del jugador fallecido.
En junio de 2010 el recinto recibió el prestigioso premio Stadium Business Award que le distinguía como el mejor estadio mundial de 2010. Cornellà-El Prat resultó elegido entre más de un millar de candidaturas presentadas entre las que se encontraban estadios como el Cowboys Stadium de Dallas o el Millennium Dome londinenese —conocido como el O2 Arena— y las razones que le llevaron a resultar vencedor fueron su sostenibilidad, el respeto al medio ambiente y el diseño su multifuncionalidad.

### Denominaciones
En junio de 2014 el club anunció que el Estadio Cornellà-El Prat adoptaba la denominación de Power8 Stadium, después de llegar a un acuerdo con esta marca comercial, dedicada a la tecnología en el sector de las apuestas deportivas, para ceder los namings rights del recinto y una serie de activos comerciales para las siguientes siete temporadas, a cambio de 5,5 millones de euros anuales. En mayo de 2015 se hizo público que centenares de inversiores de China y Taiwán habían denunciado a Power8 por una estafa piramidal, y en octubre de ese año la empresa entró en proceso de liquidación. El 29 de diciembre de 2015 el Espanyol hizo público un comunicado en el que daba por liquidado el contrato de patrocinio con Power8 y anunciaba que, a la espera de encontrar un nuevo patrocinador, el estadio pasaba a llamarse RCDE Stadium. En 2023, el Espanyol hizo público su nuevo patrocinio para el estadio: Stage Front, el estadio pasó a llamarse Stage Front Stadium. 
En julio de 2024 el Espanyol hizo un comunicado en el que daba por liquidado el acuerdo con Stage Front, y a la espera de anunciar nuevo patrocinador el estado se vuelve a llamar RCDE Stadium.

## Características del estadio

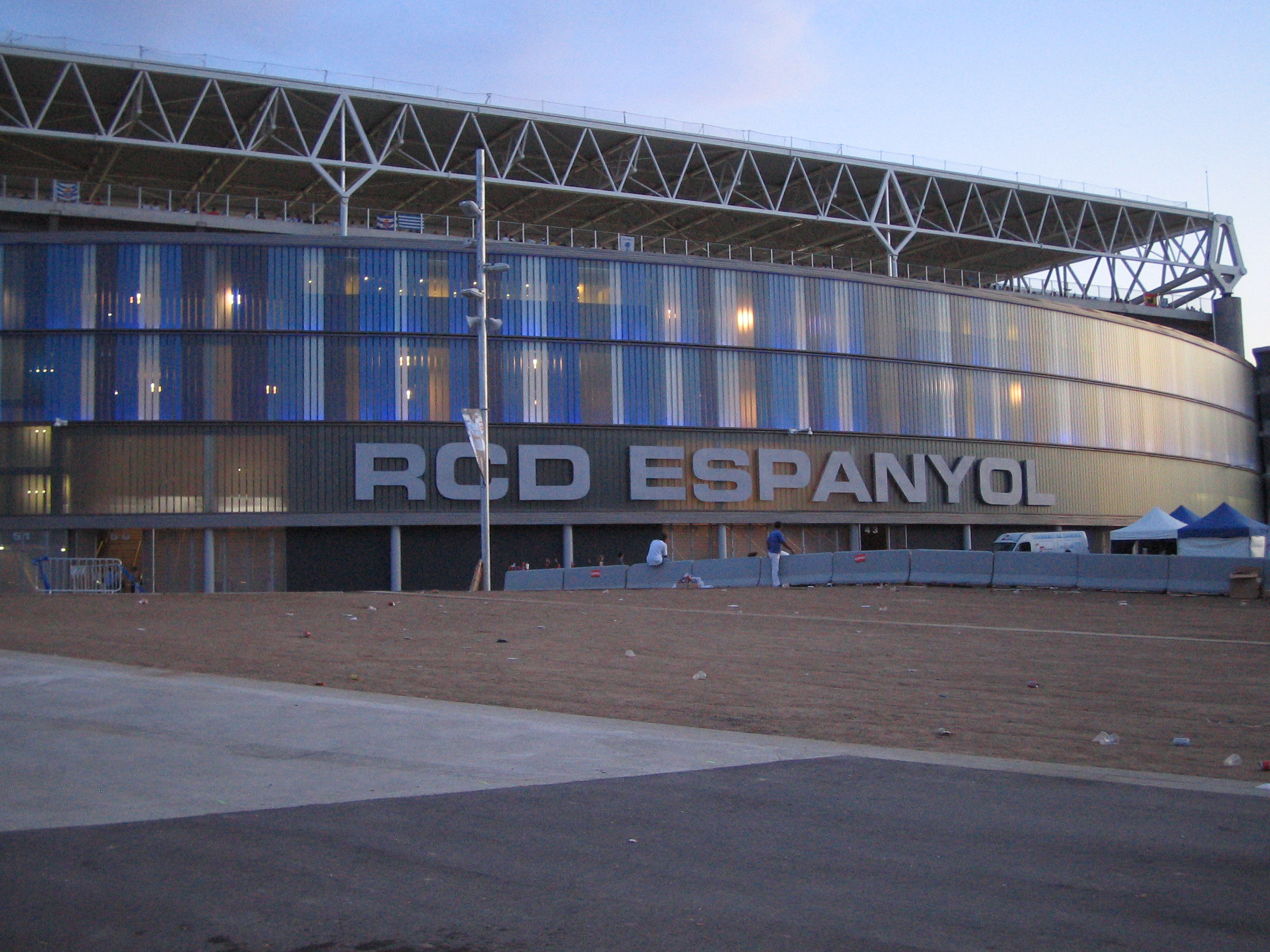
Vista exterior del estadio

- Estadio categoría élite de la UEFA
- Aforo con capacidad para 37 776 espectadores
- Aparcamiento en el estadio de 3278 plazas
- Estadio edificado sobre un solar de 36 000 m²
- Centro comercial adjunto al estadio
- Estadio construido con criterios de eficiencia energética
- Placas fotovoltaicas en la cubierta, producción de 1 113 000 W
- Una de las atracciones insólitas del estadio es el túnel de viento (Windoor Barcelona)[14]
- Otra curiosidad es que el estadio cuenta con una tumba colectiva donde se pueden depositar urnas con las cenizas de los fallecidos (el llamado «Espai Memorial»)[14]

### Estadio energéticamente sostenible
El RCDE Stadium es uno de los primeros campos de Europa en la utilización de energía limpia. Generando un ahorro energético, utilizando tecnología innovadora para reducir y rentabilizar los consumos de agua y electricidad. En concreto la energía solar que sirve para el autoabastecimiento como para la venta de los excedentes energéticos no consumidos. Para ello, sobre la cubierta se alojan placas fotovoltaicas.
Las placas fotovoltaicas (instaladas en la cubierta del estadio) y los paneles solares. Las fotovoltaicas generan electricidad para conectarse a la red eléctrica normal; y las solares tienen un uso doméstico (calentar agua). El club calcula unos ingresos anuales de alrededor de 600 000 euros por la explotación de las placas fotovoltaicas una vez se hayan rentabilizado. Estas fueron unas de las diversas cualidades del recinto por las que obtuvo el galardón a la mejor instalación deportiva del año.

## Transporte público

### Autobús
En las proximidades del estadio, en la avenida del Bajo Llobregat, se ubica la parada de autobús "Av Baix Llobregat-Joan Fiveller", de las siguientes líneas de bus urbano de TMB, que conectan con la L5 del Metro de Barcelona:
- 94 - Circular Cornellà 2
- 95 - Circular Cornellà 1

### Metro/Tren
A 500 metros del estadio,  se encuentra la estación de Cornellà-Riera, de los Ferrocarriles de la Generalidad de Cataluña.
| << cabecera                  | < estación | línea               | estación >               | cabecera >>                    |
| ---------------------------- | ---------- | ------------------- | ------------------------ | ------------------------------ |
| Línea Llobregat-Anoia de FGC |            |                     |                          |                                |
| Estación de Plaza España     | Almeda     |                     | Estación de San Baudilio | Molí Nou \| Ciutat Cooperativa |
| Estación de Plaza España     | Almeda     | Can Ros             | Estación de San Baudilio |                                |
| Estación de Plaza España     | Almeda     | Olesa de Montserrat | Estación de San Baudilio |                                |
| Estación de Plaza España     | Almeda     | Martorell Enlace    | Estación de San Baudilio |                                |
| Estación de Plaza España     | Almeda     | Manresa-Baixador    | Estación de San Baudilio |                                |
| Estación de Plaza España     | Almeda     | Igualada            | Estación de San Baudilio |                                |